# 대한장애인체육회
대한장애인체육회(大韓障碍人體育會, Korea Paralympic Committee, KPC)는 대한민국의 장애인 스포츠를 총괄하는 스포츠 행정 기구이다. 대한민국 장애인의 건강 증진과 건전한 여가 생활 진작을 위한 생활 체육 활성화와 가맹 경기 단체, 장애 유형별 체육 단체 및 시도지부를 지원, 육성하고 우수한 선수와 지도자를 양성하여 국위 선양을 도모하고 국제 스포츠 교류 및 활동을 통한 국제 친선에 기여하고자 국민체육진흥법 제34조에 의거 2005년 11월 24일 설립된 문화체육관광부 산하 특수법인이며, 기타공공기관이다. 서울특별시 송파구 올림픽로 424(방이동 88-2 올림픽공원) 올림픽회관 신관 1층에 위치하고 있으며 대한민국의 국가 패럴림픽 위원회 역할을 한다.

## 설립 근거
- 국민체육진흥법[2]

## 주요 업무
- 장애인경기단체의 사업과 활동에 대한 지도 및 지원
- 장애인체육경기대회의 개최와 국제교류
- 장애인선수양성 및 경기력 향상 등 장애인전문 체육진흥을 위한 사업
- 장애인생활체육의 육성 및 보급
- 장애인선수, 장애인체육지도자 및 장애인체육계 유공자의 복지 향상

## 연혁
- 2005년 11월 8일: 대한장애인체육회 「발기인 총회」개최
- 2005년 11월 25일: 대한장애인체육회 설립
- 2009년 10월 15일: 이천훈련원 개원

## 조직

### 대한장애인체육회장
- 대의원 총회
- 이사회
- 감사실

#### 사무총장
- 감사실
- 기획예산부
- 경영지원부
- 홍보마케팅부
- 체육진흥실
  - 체육육성부
  - 생활체육부
  - 국제체육부
- 선수촌장
  - 훈련운영실
    - 훈련기획부
    - 훈련지원부
    - 시설지원부

### 시도장애인체육회
- 서울특별시장애인체육회
- 부산광역시장애인체육회
- 인천광역시장애인체육회
- 대구광역시장애인체육회
- 광주광역시장애인체육회
- 대전광역시장애인체육회
- 울산광역시장애인체육회
- 세종특별자치시장애인체육회
- 경기도장애인체육회
- 강원특별자치도장애인체육회
- 충청북도장애인체육회
- 충청남도장애인체육회
- 전북특별자치도장애인체육회
- 전라남도장애인체육회
- 경상북도장애인체육회
- 경상남도장애인체육회
- 제주특별자치도장애인체육회

## 역대 임원현황

### 회장
1대 장향숙
2대 윤석용
3대 김성일
4대 이명호
5대 정진완 (현재)

### 사무총장
1대 최경식
2대 최원현
3대 손진호
4대 전혜자
5대 양충연
6대 이희룡 (현재) 

### 선수촌장
1대 조향현
2대 이명호
3대 정진완
4대 박종철
5대 전선주 (현재)

## 회원 종목
| 종목   | 협회                 | 약자 | 설립   | 가맹   | 비고 |
| ------ | -------------------- | ---- | ------ | ------ | ---- |
| 양궁   | 대한장애인양궁협회   | KAAD | 2004년 | 2007년 |      |
| 수영   | 대한장애인수영연맹   | KPSF | 2003년 | 2006년 |      |
| 태권도 | 대한장애인태권도협회 | KPTA | 2006년 | 2009년 |      |

## 참고 문헌
- “대한장애인체육회 가맹 단체”. 대한장애인체육회.

## 같이 보기
- 대한체육회
- 전국장애인체육대회